# 2020년 하계 올림픽 미얀마 선수단
미얀마는 2021년 7월 23일부터 8월 8일까지 일본 도쿄에서 열린 제32회 하계 올림픽에 참가했다. 본래는 7월 24일부터 8월 9일까지 진행하기로 되어 있었으나, 코로나바이러스감염증-19의 세계적 범유행으로 7월 23일부터 8월 8일까지 참가하는 것으로 일정이 변경되었다.
미얀마의 하계 올림픽 참가는 이제까지 대부분 '버마'라는 이름으로 참가를 하였지만, 2020년 하계 올림픽 참가가 17번째 참가이며, 1976년 하계 올림픽에는 정치적 이유로 참가하지 않았다.

## 출전 선수
| 종목     | 남자 | 여자 | 전체 |
| -------- | ---- | ---- | ---- |
| 배드민턴 | 0    | 1    | 1    |
| 사격     | 1    | 0    | 1    |
| 전체     | 1    | 1    | 2    |

### 배드민턴
미얀마에서는 2020년 하계 올림픽 배드민터 토너먼트에 한 명의 선수를 참가시켰다. 텟 타 투자는 여자 단식에서 경기를 하도록 선출되었다. BWF 월드 레이스 투 도쿄 순위를 기반으로, 2020년 도쿄 올림픽에 선출되어 참가했다.
여자
| 선수       | 종목      | 그룹/예선                     | 그룹/예선                  | 그룹/예선     | 그룹/예선 | 16강          | 8강           | 준결승        | 결승/3위 결정전 | 결승/3위 결정전 |
| 선수       | 종목      | 상대선수 결과                 | 상대선수 결과              | 상대선수 결과 | 순위      | 상대선수 결과 | 상대선수 결과 | 상대선수 결과 | 상대선수 결과   | 순위            |
| 텟 타 투자 | 여자 단식 | 툰중 (INA) · 패 (11-21, 8-21) | 탄 (BEL) · 패 (6-21, 8-21) | 경기 없음     | 3         | 진출 실패     | 진출 실패     | 진출 실패     | 진출 실패       | 진출 실패       |

### 사격
미얀마는 2021년 6월 5일까지 최소 예선 점수(MQS, minimum qualifying score)가 충족되는 한 남자 공기권총 사수를 올림픽에 파견하기 위해 3국 위원회로부터 초청을 받았다.
| 선수      | 세부 종목  | 예선   | 예선 | 결선      | 결선      |           |
| 선수      | 세부 종목  | 스코어 | 순위 | 스코어    | 최종 순위 |           |
| 나웅 예툰 | 10m 피스톨 | 576    | 14   | 진출 실패 | 진출 실패 | 진출 실패 |

## 같이 보기
- 올림픽 미얀마 선수단